# Marcus Gøye
Marcus Gøye, även kallad Gjøe, född den 21 november 1635, död den 28 april 1698, var en dansk adelsman, brorson till Mette och Anne Gøye, bror till Susanne Gøye, den siste av ätten.
Gøye följde 1662 med Hannibal Sehested till Frankrike som diplomat, förflyttades 1669 till Nederländerna, 1672 till England och 1678 till Spanien (till 1682). Han blev 1684 geheimeråd, var 1686-91 stiftsamtmand på Lolland och blev 1695 hovmästare vid Köpenhamns ridderliga akademi.